# Luisa Ezquerra
María Luisa Ezquerra Royo (Zaragoza, 6 de marzo de 1958) es una actriz española de voz y doblaje, conocida por sus papeles en películas como El hijo pródigo. En cuanto a programas y series de televisión, se la conoce por ser la voz de Ana Botella o Esperanza Aguirre en Las noticias del guiñol y la voz en español de Lois Griffin en Padre de familia.
Cursó estudios de interpretación en la Escuela de Arte Dramático de Zaragoza. Es profesora de locución y doblaje.

## Filmografía

### Cine
- Socarrat (2009)
- No digas nada (2007)
- O me quieres o me mato (1999)
- El hijo pródigo (1998)
- Te lo mereces (1996)
- Los aficionados

### TV
- Física o química (2008)
- Aquí no hay quien viva (cameo) (2006)
- Mesa para cinco (cameo) (2006)
- Lobos (2005)
- 7 vidas (2001-2005)
- Periodistas (2001)
- Hospital Central (cameo) (2000-2009)
- Compañeros (2000)
- La casa de los líos (cameo)
- Las noticias del guiñol (voces)
- Todos los hombres sois iguales (1998)

### Doblaje
- La que se avecina (voz de Virtudes)
- Dharma y Gregg (voz de Dharma)
- Padre de familia (voz de Lois)
- El coche fantástico (voz de Bonnie Barstow)
- Cosas de casa (voz de Raquel)
- A dos metros bajo tierra (voz de Ruth)
- Archer (voz de Mallory Archer)
- La hora de Bill Cosby (voz de Clair Huxtable)
- Chicken Little (Voz de Tina (mamá Alienígena))